# Campionat del Món d'esgrima de 1955
El Campionat del Món d'esgrima de 1955 fou l'onzena edició del Campionat del Món d'esgrima. Es va disputar a Roma, Itàlia.

## Resultats

### Resultats masculins
| Proves            | Or | Plata | Bronze |
| Floret individual | József Gyuricza | Christian d'Oriola                                                                                        | Jacques Lataste                                                                                            |
| Floret per equips | ItàliaGiancarlo Bergamini · Luigi Carpaneda · Manlio Di Rosa · Vittorio Lucarelli · Edoardo Mangiarotti · Antonio Spallino | HongriaMihály Fülöp · József Gyuricza · József Marosi · Kazmer Pacsery · Bertalan Szőcs · Endre Tilli     | Regne UnitHarry Cooke · Henry Hoskyns · Allan Jay · René Paul · Osmund Reynolds                            |
| Espasa individual | Giorgio Anglesio | Franco Bertinetti                                                                                         | Carlo Pavesi                                                                                               |
| Espasa per equips | ItàliaGiorgio Anglesio · Franco Bertinetti · Giuseppe Delfino · Edoardo Mangiarotti · Carlo Pavesi · Alberto Pellegrino    | FrançaÉdouard Artigas · Daniel Dagallier · Maurice Huet · Armand Mouyal · Claude Nigon · René Queyroux    | HongriaLajos Balthazár · Barnabás Berzsenyi · József Marosi · Ambrus Nagy · Béla Rerrich · József Sákovics |
| Sabre individual  | Aladár Gerevich | Rudolf Kárpáti                                                                                            | Renzo Nostini                                                                                              |
| Sabre per equips  | HongriaAladár Gerevich · Jenő Hámori · Rudolf Kárpáti · Attila Keresztes · Pál Kovács · Endre Palócz                       | ItàliaGiuseppe Comini · Gastone Darè · Roberto Ferrari · Arturo Montorsi · Luigi Narduzzi · Renzo Nostini | Unió SovièticaLeonid Bogdanov · Yevgueni Cherepovski · Lev Kuznetsov · Yakov Rylski · David Tyshler        |

### Resultats femenins
| Proves            | Or                                                                                                  | Plata | Bronze |
| Floret individual | Lídia Sákovicsné Dömölky                                                                            | Bruna Colombetti-Peroncini                                                                                                | Ilona Elek |
| Floret per equips | HongriaLídia Dömölky · Ilona Elek · Margit Elek · Katalin Kiss · Magdolna Kovács · Zsuzsanna Morvay | FrançaCatherine Delbarre · Renée Garilhe · Jacqueline Lorient · Françoise Mailliard · Jacqueline Thomas · Régine Veronnet | ItàliaIrene Camber · Velleda Cesari · Bruna Colombetti · Lado Mantovani · Leopolda Predaroli · Silvia Strukel |

## Medaller
| Posició | País           | Or | Plata | Bronze | Total |
| 1       | Hongria        | 5  | 2     | 2      | 9     |
| 2       | Itàlia         | 3  | 3     | 3      | 9     |
| 3       | França         | 0  | 3     | 1      | 4     |
| 4       | Regne Unit     | 0  | 0     | 1      | 1     |
| 4       | Unió Soviètica | 0  | 0     | 1      | 1     |